# Juan del Grijalva (Ostuacán)
Juan del Grijalva (denominado en ocasiones Juan de Grijalva o San Juan de Grijalva, pero cuyo nombre oficial de acuerdo al INEGI es Juan del Grijalva) fue una población del estado de Chiapas en México, localizada al extremo norte de la entidad, en el municipio de Ostuacán. Juan del Grijalva recibe este nombre por encontrarse en las márgenes del Río Grijalva, unos ocho kilómetros aguas arriba de la Presa Peñitas, por lo cual se encuentra muy cercana a la frontera de Chiapas y Tabasco.

## Deslizamiento
El 5 de noviembre de 2007 tuvo lugar en Juan de Grijalva un deslizamiento de tierra como consecuencia de las fuertes lluvias y que causó inundaciones en Chiapas y Tabasco, este deslizamiento provocó la destrucción de al menos 100 casas, los primeros informes fueron contradictorios, pues señalaban que el deslizamiento había sepultado al pueblo y causado por lo menos 30 muertos. Sin embargo posteriormente se ha aclarado que lo ocurrido fue que el deslizamiento de tierra proveniente de un cerro cayó sobre el río Grijalva, y provocó con ella una ola de al menos 50 metros de altura que golpeó al poblado destruyéndolo por completo, constituyendo un pequeño tsunami. Parte de la población alcanzó a huir a zonas altas al escuchar el ruido del deslizamiento y seguir al ganado, muchas de estas personas fueron ubicadas en poblaciones cercanas como Pichucalco y Ostuacán, sin embargo se inició la búsqueda de al menos 16 desaparecidos.
El 7 de noviembre se confirmó el hallazgo de cuatro cuerpos que fueron identificados como pobladores de Juan del Grijalva, restando aún 21 personas por localizar, consideradas como desaparecidos. El 8 de noviembre el gobierno elevó a seis el número de fallecidos, al ser encontrados dos nuevos cuerpos sin vida, el número de desaparecidos continúa fluctuando entre las fuentes, debido a las dificultades por establecer un censo entre cuantas personas se encontraban en el lugar en el momento de la tragedia; el 11 de noviembre cuatro nuevos cuerpos totalizaron el número de víctimas en 11, y el 13 de noviembre la cifra alcanzó las 14 víctimas mortales, se considera que el total de desaparecidos iniciales era de 25 personas, de las que se han encontrado los restos de 14, por lo que restarían de ser ubicado el paradero de 11 personas más.

## Relocalización
Tras su destrucción, se determinó que el ejido de Juan del Grijalva no se reconstruiría en el mismo lugar en que se encontraba, por ser considerada como una zona de alto riesgo; por ello, sus pobladores que se encontraban refugiados en Ostuacán serán ubicados provisionalmente en un campamento construido para ellos, esta población será definitivamente ubicada en una "ciudad rural" construida en la misma cabecera municipal de Ostuacán, esta ciudad es la primera de las que será construida para reubicar a toda la población localizada en zonas de peligro.